# Лямбда² Печи
Лямбда² Печи (лат. Lambda² Fornacis, HD 16417) — звезда, которая находится в созвездии Печь на расстоянии около 83 световых лет от нас. Вокруг звезды обращается, как минимум, одна планета.

## Характеристики
λ² Печи представляет собой жёлтый субгигант, имеющий массу 1,18 массы Солнца. Его возраст оценивается приблизительно в 5,8 миллиардов лет. Звезда имеет обозначение λ² Печи, поскольку впервые упоминается в каталоге Иоганна Байера, составленном в 1603 году. В астрономической литературе распространено также название HD 16417, данное звезде в каталоге Генри Дрепера.

## Планетная система

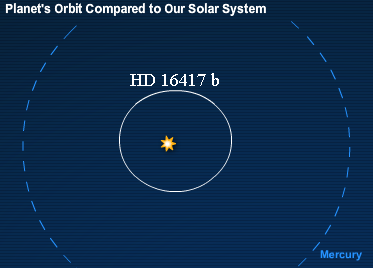
Орбита λ² Печи b в сравнении с орбитой Меркурия.

В 2009 году командой астрономов было объявлено об открытии планеты λ² Печи b. По массе она сравнима с Нептуном, и является газовым гигантом, т.е. не имеет твёрдой поверхности — её газовая оболочка по мере приближения к центру планеты переходит в раскалённое ядро. Из-за того, что планета обращается очень близко к родительской звезде (на расстоянии около 0,14 а. е.), верхние слои её атмосферы должны сильно нагреваться. Не исключено, что часть атмосферы испаряется в открытый космос под воздействием излучения звезды, образуя кометоподобный хвост. λ² Печи b обращается по эллиптической орбите, совершая полный оборот за 17 суток. Планета была открыта с помощью спектрометрического измерения радиальной скорости звезды, более известного как метод Доплера.